# 北海道札幌拓北高等学校
北海道札幌拓北高等学校（ほっかいどう さっぽろたくほくこうとうがっこう、Hokkaido Sapporo Takuhoku High School）は、北海道札幌市北区あいの里4条7丁目1-1にかつて所在していた道立高等学校。2013年度（平成25年度）に北海道札幌篠路高等学校と再編統合され、同27年3月に最後の在校生が卒業したことで開校からわずか27年という短い歴史に幕を閉じ、閉校。統合後は篠路高校を母体とする北海道札幌英藍高等学校となった。

## 沿革
- 1987年10月1日 - 北海道石狩地区高等学校の開校準備室が札幌北高校内に開設される。
- 1987年12月7日 - 学校名を北海道札幌拓北高等学校とする。
- 1988年4月1日 - 北海道札幌拓北高等学校として開校。
- 1988年4月8日 - 開校式・第1回入学式挙行。
- 1997年10月4日 - 創立10周年記念式典挙行。
- 2015年3月31日 - 篠路高校との統合により閉校。

## 部活動等
- 体育系
  - 陸上部
  - 野球部
  - 卓球部
  - 剣道部
  - 柔道部
  - 弓道部
  - サッカー部
  - テニス部
  - 女子バレーボール部
  - 男子バレーボール部
  - 男子バスケットボール部
  - 女子バスケットボール部
  - バドミントン部
- 文化系
  - 書道部
  - 美術部
  - 写真部
  - 茶道部
  - 理科研究部
  - 藍染め部
- 同好会
  - イラスト漫画同好会
  - パソコン同好会
- 外局
  - 放送局
  - 図書局
  - 新聞局
  - 吹奏楽局
  - ボランティア局

## 主な出身者
- カイミ（ファッションモデル）
- 堤雄司（円盤投選手）
- 深井一希（サッカー選手、コンサドーレ札幌所属）
- 森宮幸子（演歌歌手）
- 木場健（幸福実現党）

## 閉校後の校舎
- 2016年4月から、「北海道札幌あいの里高等支援学校」の校舎として活用されている。